# Cimarron Hills
Cimarron Hills è un centro abitato (census-designated place) degli Stati Uniti d'America, situato nella contea di El Paso dello Stato del Colorado. Nel censimento del 2020 la popolazione era di 19 311 abitanti.

## Geografia fisica
Secondo i rilevamenti dell'United States Census Bureau, Cimarron Hills si estende su una superficie di 15,8 km².

## Evoluzione demografica
Abitanti censiti